# 森特鎮區 (堪薩斯州迪金森縣)
森特鎮區（英語：Center Township）為美國堪薩斯州迪金森縣轄下的鎮區。2010年美国人口普查中此鎮區人口有1,218人。

## 地理
森特鎮區涵蓋總面積為93.6平方（36.14平方英里），其中陸地面積為92.1平方（35.55平方英里），水域面積為1.5平方（0.59平方英里）或1.63%。海拔高度340（1,120英尺）。

## 人口統計
根據2010年美國人口普查，森特鎮區人口有1,218人，其中男性有590人，女性有628人，人口密度為每平方公里13.02人，住房計494戶。鎮區內的白人有1,147人，非裔美國人有10人，美洲原住民有5人，亞裔美國人有4人，太平洋島裔美國人有1人，其他種族有15人，混血種族則有36人。此外鎮區內有44人為西班牙裔或拉丁裔美國人。此鎮區之年齡中位數為37.9歲，而男性年齡中位數為36.5歲，女性年齡中位數為39.2歲。

## 交通

### 主要公路
- 70號州際公路
- 40號美國國道
- 43號堪薩斯州州道